# 요네쿠라 마사카네
요네쿠라 마사카네(米倉斉加年, 1934년 7월 10일 ~ 2014년 8월 26일)는 일본의 배우, 삽화가, 텔레비전 배우이다.
후쿠오카시에서 태어났으며 후쿠오카시에서 사망하였다.

## 방송
- 사일런트 푸어

## 영화
- 사일런트 푸어 (2014년)
- 레일웨이즈 : 사랑을 전할 수 없는 어른들에게 (2011년) - 요시하라 미츠루 역
- 학교괴담 2 (1996년)
- 다운타운 히로즈 (1988년)
- 인간의 약속 (1986년)
- 남자는 괴로워 34 (1984년)
- 아마기 고개 (1983년)
- 남자는 괴로워 16 (1975년)
- 남자는 괴로워 15 - 토라, 여가수를 다시 만나다 (1975년)
- 슬픔의 벨라돈나 (1973년)
- 남자는 괴로워 10 - 토라의 꿈은★이루어진다! (1972년) - 오카쿠라 킨노스케 역
- 자토이치와 요짐보 (1970년) - 보스 마사고로 역